# Михаил Георгиев
 Тази статия е за българския военен.  За българския строител вижте Михаил Георгиев (строител).  
Михаил Георгиев Георгиев е български офицер, генерал-майор, участник в Балканската (1912 – 1913) и Междусъюзническата война (1913), началник на Военно-съдебната част на 1-ва армия през Първата световна война (1915 – 1918).

## Биография
Михаил Георгиев е роден на 6 февруари 1865 г. в Търново, Османска империя. През 1889 г. завършва в 11-и випуск на Военното на Негово Княжеско Височество училище и на 18 май е произведен чин подпоручик. На 2 август 1892 е произведен в чин поручик. През 1899 г. е произведен в чин капитан. На 2 август 1905 г. е произведен в чин майор. На 5 април е произведен в чин подполковник.
Взема участие в Балканската (1912 – 1913) и Междусъюзническата война (1913). На 2 август 1915 г. е произведен в чин полковник.
По време на Първата световна война (1915 – 1918) полковник Георгиев е началник на Военно-съдебната част на 1-ва армия, за която служба съгласно заповед № 679 от 1917 г. „за бойни отличия и заслуги във войната“ е награден с Народен орден „За военна заслуга“, III степен, без военно отличие. През 1919 г. е уволнен от служба.
По време на военната си кариера служи в 18-и пехотен етърски полк, като адютант на военния министър, в
главното интендантство и като началник на жандармерията. Генерал-майор Михаил Георгиев умира през 1923 година в София.

## Семейство
Михаил Георгиев е женен и има 1 дете.

## Военни звания
- Подпоручик (18 май 1889)
- Поручик (2 август 1892)
- Капитан (1899)
- Майор (2 август 1905)
- Подполковник (5 април 1912)
- Полковник (2 август 1915)
- Генерал-майор (27 октомври 1918)

## Награди
- Народен орден „За военна заслуга“, III степен, без военно отличие (1917)

## Образование
- Военно на Негово Княжеско Височество училище (до 1889)